# Стройников, Александр Семёнович
Александр Семёнович Стройников (30 мая 1824 — 21 мая 1886) — участник Синопского сражения, контр-адмирал, Николаевский полицмейстер. Сын Семёна Михайловича Стройникова.

## Биография
Родился 30 мая 1824 года. 8 июня 1839 года произведён в гардемарины Черноморского флота, с 1839 по 1841 год на корабле «Память Евстафия» крейсировал у Кавказского берега Чёрного моря и участвовал в 1839 году при занятии местечка Псезуапе, а в 1840 году — местечка Туапсе.
25 июня 1843 года произведён в мичманы с переводом в Балтийский флот, на судах которого, сначала на корабле «Арсис», потом на фрегате «Екатерина», крейсировал до 1845 года, когда был командирован к работам по описи и промере глубин Балтийского моря.
В следующем году Стройников был возвращён в Черноморский флот, где сначала плавал на транспорте «Рион» между Николаевым и Севастополем, а потом, в 1847 году, крейсировал на корабле «Три Святителя». В 1848 году на пароходе «Силач» он находился в составе Дунайской гребной флотилии флаг-офицером при контр-адмирале Мессере. Следующие пять лет на кораблях «Три Святителя», «Три Иерарха», «Ягудиил», фрегатах «Флора» и «Мидия» Стройников крейсировал у восточного берега Чёрного моря. 2 марта 1850 года назначен адъютантом 5-й бригады 5-й флотской дивизии, а 23 апреля произведён в лейтенанты.
С открытием в 1853 году военных действий против Турции Стройников на корабле «Париж» участвовал в Синопском сражении, за которое получил орден св. Владимира 4-й степени с бантом. В 1854 году на корабле «Три Святителя» Стройников был на Севастопольском рейде, а с 10 сентября по 11 октября состоял в гарнизоне осаждённого англо-французами Севастополя и был командиром морского батальона 34-го флотского экипажа.
В следующем году он командовал яхтой «Орианда» при Николаевском порте, в 1856 году был в кампании на Одесском рейде, 26 августа назначен старшим адъютантом штаба командира Севастопольского порта, а 8 сентября произведён в капитан-лейтенанты, тогда же он получил орден св. Станислава 3-й степени. В 1860 году он был переведён в 3-й сводный флотский экипаж, в котором командовал транспортом «Килия» и корветом «Волк», плавая на них по черноморским портам, причём 8 ноября 1864 года, за труды, оказанные при перевозке морем десантных войск Кавказской армии и при высадке их у мыса Адлер, награждён орденом св. Станислава 2-й степени с императорской короной.
1 января 1866 года Стройников был произведён в капитаны 2-го ранга, пожалован крестом за службу на Кавказе, а 10 февраля следующего года назначен исправляющим должность Николаевского полицеймейстера и затем награждён орденом св. Анны 2-й степени (императорская корона к этому ордену пожалована в 1869 году). 1 января 1870 года произведён в капитаны 1-го ранга. 6 сентября 1873 года зачислен в состав 2-го Черноморского экипажа, в котором и находился до отставки, последовавшей 2 августа 1882 года вместе с производством в контр-адмиралы. В 1874 году он был награждён орденом св. Владимира 3-й степени.
Скончался Стройников 21 мая 1886 года.
Его брат Николай также сражался с англо-французами в рядах Севастопольского гарнизона и впоследствии был контр-адмиралом.